# Закшев (Козеницький повіт)
Закшев (пол. Zakrzew) — село в Польщі, у гміні Ґрабув-над-Пилицею Козеницького повіту Мазовецького воєводства.
Населення — 121 особа (2011).
У 1975-1998 роках село належало до Радомського воєводства.

## Демографія
Демографічна структура станом на 31 березня 2011 року:
|          | Загалом | Допрацездатний вік | Працездатний вік | Постпрацездатний вік |
| -------- | ------- | ------------------ | ---------------- | -------------------- |
| Чоловіки | 71      | 17                 | 45               | 9                    |
| Жінки    | 50      | 10                 | 28               | 12                   |
| Разом    | 121     | 27                 | 73               | 21                   |